# O Sangue do Olimpo
The Blood of Olympus (traduzido no Brasil e em Portugal como O Sangue do Olimpo) é um romance de fantasia inspirado na mitologia greco-romana escrito por Rick Riordan. É o quinto e último livro da série Os Heróis do Olimpo, que sucede a série Percy Jackson & the Olympians. Foi lançado nos Estados Unidos e no Brasil em 7 de outubro de 2014 e em Portugal no dia 6 de janeiro de 2016.
Nesta história, Riordan continua usando a narração em terceira pessoa, onde os capítulos são contados através do ponto de vista de Jason Grace, Leo Valdez e Piper McLean, que juntamente com os outros quatro semideuses da "nova grande profecia" (Annabeth Chase, Frank Zhang, Hazel Levesque e Percy Jackson) vão em sua aventura final para derrotar Gaia, a deusa primordial da terra; além do ponto de vista de Nico di Angelo e Reyna Ramírez-Arellano, que aliados ao treinador Hedge têm a missão de levar a Atena Partenos de volta para o Acampamento Meio-Sangue a fim de evitar uma guerra entre semideuses romanos e gregos.
O livro foi publicado originalmente pela Disney Hyperion, com a capa sendo projetada pelo ilustrador John Rocco. Com uma impressão inicial de três milhões cópias, foi lançado em capa dura, bem como em áudio e digitalmente, sendo traduzido para 36 idiomas e disponibilizado em 37 países. A versão brasileira ficou ao encargo da editora Intrínseca, enquanto a portuguesa da editora Planeta.
O livro recebeu críticas mistas, com alguns avaliadores elogiando a escrita de Riordan e a inclusão de pontos de vista que não eram dos protagonistas e outros criticando a trama por deixar pontas soltas. Durante sua primeira semana, O Sangue do Olimpo vendeu cerca de 160 000 cópias, tendo alcançado posteriormente o topo da lista de best-sellers do The New York Times, USA Today, Publishers Weekly e do The Wall Street Journal.

## Desenvolvimento e promoção
No mesmo dia do lançamento de A Casa de Hades, o quarto livro da série  Os Heróis do Olimpo, Rick Riordan anunciou sua sequência, intitulada de O Sangue do Olimpo. A capa foi divulgada em 14 de maio de 2014 e mostrava Jason, Frank, Hazel e dois gigantes. O primeiro capítulo da história foi disponibilizado a partir de 19 de agosto de 2014 para os leitores que comprassem o livro digital The Staff of Serapis, um crossover entre as séries The Kane Chronicles e Percy Jackson & the Olympians. Posteriormente, o capítulo pôde ser baixado online gratuitamente. Como forma de promoção, em 12 de agosto de 2014 foi relavada uma turnê de promoção nos Estados Unidos durante o mês de outubro daquele ano.
Em uma entrevista, Riordan afirmou que não daria pontos de vista para Percy Jackson e Annabeth Chase em o Sangue do Olimpo porque estes já haviam recebido todo o destaque em A Casa de Hades e ofuscariam os demais personagens. O autor também citou que o foco do último título estaria em Jason Grace, Leo Valdez e Piper McLean, os três primeiros protagonistas da série apresentados em The Lost Hero e que todos os problemas apresentados seriam resolvidos "de uma maneira ou de outra".
O autor também confessou que para escrever a última parcela da história ele precisou reler os outros quatro livros da série para preparar um final adequado. Além de sua viagem para a Europa realizada anos antes, Riordan fez pesquisas online em sites sobre mitologia para traçar o rumo da história e dos monstros e divindades que os heróis enfrentariam ao longo de sua jornada.

## Sinopse
Sete meio-sangues responderão ao chamado,
Em tempestade ou fogo o mundo terá acabado,
Um juramento a manter um alento final,
E inimigos com armas às Portas da Morte afinal.

A "nova grande profecia" recitada por Rachel Elizabeth Dare no final de The Last Olympian.
Os sete semideuses da "nova grande profecia" (Annabeth Chase, Frank Zhang, Hazel Levesque, Jason Grace, Leo Valdez, Percy Jackson e Piper McLean) continuam sua viagem pela Grécia para impedir o renascimento de Gaia, a deusa primordial da terra. Após saberem sobre uma reunião de almas ressuscitadas no palácio de Odisseu em Ítaca, Jason, Piper e Annabeth vão até o local usando disfarces de névoa feitos por Hazel. Lá eles descobrem que o exército dos gigantes não pretendia invadir o Monte Olimpo como esperado, mas a Acrópole de Atenas, onde a maioria dos gigantes se reuniram. Quando Michael Varus, ex-pretor do Acampamento Júpiter e uma das almas reconhece o disfarce dos semideuses, ele força Jason a confrontar o espírito insano de sua mãe, a quem ele rejeita, ferindo-o mortalmente depois disso.
Após as garotas darem ambrosia para curá-lo, os três usam o leito conjugal de Odisseu para chamar Juno, a versão romana de Hera. A deusa pede para o grupo encontrar Nice (divindade grega da vitória) em Olímpia e para pedir ajuda a Ártemis e Apolo, que juntamente com ela foram banidos do Monte Olimpo por Zeus. Percy, Leo, Hazel e Frank encontram Nice fora de controle, alternando entre sua forma grega e romana. Ela força-os a participar de uma versão mortal dos Jogos Olímpicos, mas o grupo consegue afinal capturá-la. Coagida, Nice revela que um deles estava destinado a morrer e que eles precisariam da "cura do médico", uma mistura do veneno de Pilos, dos "batimentos do deus acorrentado" em Esparta e da "maldição de Delos".
Frank consegue o primeiro ingrediente, a menta pilosiana, de seus parentes metamorfos em Pilos. Os demais percebem que o "deus acorrentado" é uma estátua de Ares em um templo dedicado a ele, onde o segundo ingrediente, os makhai, espíritos da batalha, estavam localizados. Depois de Piper derrotar o gigante Mimas, eles obtêm a lealdade dos makhai para completar a cura. Em Míconos, Leo, Frank e Hazel encontram Ártemis e Apolo, com este último dando-lhes o terceiro ingrediente, uma margarida amaldiçoada, depois de Leo presentear o deus com o valdezinator, um instrumento musical criado por ele. Apolo também revela a localização de seu filho Asclépio e Leo conta a Frank e Hazel sobre o seu plano de se sacrificar para derrotar Gaia e injetar-se com a cura.
Enquanto isso, Reyna Ramírez-Arellano, Nico di Angelo e o treinador Hedge fazem seu caminho de volta para o Acampamento Meio-Sangue com a Atena Partenos usando a viagem nas sombras de Nico. Depois de serem atacados por Licaão em Évora, os três chegam em San Juan, terra natal de Reyna. Ela é capturada pelas caçadoras de Ártemis, lideradas por Thalia Grace, que estão trabalhando em conjunto com as amazonas, guiadas pela irmã de Reyna, Hylla. O gigante Órion ataca os dois grupos e ela, Nico e Hedge são obrigados a seguir em frente. Chegando no Acampamento Meio-Sangue com a ajuda de pégasos, Nico e Hedge chegam primeiro, enquanto Reyna aterriza no iate Mi Amor no Estuário de Long Island. Ela é confrontada por Órion, mas consegue matá-lo com a ajuda de sua mãe Belona e de Atena. Nico reúne-se com vários semideuses gregos para ajudar na defesa contra os romanos, mas Reyna aparece e revela a Atena Partenos, apaziguando todos os semideuses.
Na Grécia, depois de obterem a cura de Asclépio e finalmente chegar a Atenas, o grupo se dirige para a Acrópole e lutam contra o exército de gigantes, a quem eles matam com a ajuda dos deuses, liderados por Zeus, depois de suas personalidades divididas serem curadas pelo retorno da estátua. No entanto, os gigantes conseguem ferir Percy e Annabeth, cujo sangue acorda Gaia no Acampamento Meio-Sangue. Os sete são transportados por Zeus e lutam contra a deusa. Piper usa seu poder de charme para fazer Gaia dormir novamente, enquanto Leo sacrifica-se com a ajuda de Festus, seu dragão autômato recém-montado, explodindo ela com fogo, ao mesmo tempo em que o áugure Octavian fez um disparo suicida com um onagro, finalmente destruindo Gaia.
Todos os semideuses celebram a vitória no Acampamento Meio-Sangue. Nico decide permanecer ali, revelando também sua antiga paixão por Percy. Já Jason diz a Piper que ele visitaria o Acampamento Júpiter ocasionalmente para fazer oferendas aos deuses. Percy e Annabeth também planejam se mudar para o acampamento romano para frequentar a faculdade depois de terminarem o ensino médio. Enquanto isso, Leo, que todos pensavam estar morto, é ressuscitado pela cura do médico. Ele volta a Ogígia para resgatar Calipso como havia prometido quando ele a deixou. Não estando mais ligada à sua maldição, ela parte com Leo rumo ao desconhecido.

## Personagens principais
- Jason Grace: Semideus filho de Júpiter, a versão romana de Zeus. Após perder o disfarce no palácio de Odisseu, ele é confrontado pelo fantasma de sua mãe, rejeitando-a por ter o abandonado quando era pequeno e porque ela era apenas uma mania (espírito da loucura), não sua mãe de verdade.[15] É esfaqueado por Michael Varus, mas sobrevive depois de tomar ambrosia.[16] Após o encontro com Cimopoleia, deusa das tempestades violentas e fiel a Gaia, promete honrar todos os deuses menores. Durante a batalha contra os gigantes luta ao lado de seu pai para derrotar Porfírio.[17] De volta ao Acampamento Meio-Sangue para enfrentar Gaia, Jason, Piper e Leo combatem a deusa montados no dragão autômato Festus. Após Piper usar seu charme para fazer Gaia dormir, Festus expulsa Jason e Piper, de modo que Leo o explode para derrotá-la, com o casal sendo resgatado por águias gigantes.[18] Posteriormente, Jason é nomeado pontífice máximo e anuncia que moraria definitivamente no Acampamento Meio-Sangue.[19]
- Leo Valdez: Filho semideus de Hefesto, o deus grego do fogo e das forjas. Ele e Percy encontram Nice depois de provocá-la dizendo que os tênis da Adidas eram melhores do que os da Nike.[20] Em Míconos, consegue a margarida amaldiçoada, o último item da "cura do médico", ao dar o valdezinator, instrumento musical criado por ele, ao deus Apolo. Na sequência, revela a Frank e Hazel seu plano de sacrificar-se e usar a mistura para voltar a vida.[21] Durante a batalha contra os gigantes, lutou ao lado de seu pai.[22] No Acampamento Meio-Sangue, usou seu dragão remontado Festus para explodir Gaia e espalhar sua essência, impedindo-a de formar uma nova consciência ou forma.[18] No processo, a explosão mata Leo, que consegue reviver depois de Festus dar-lhe a cura do médico. Com a ajuda do dragão ele retorna a Ogígia e leva Calipso de volta ao mundo mortal.[23]
- Nico di Angelo: Semideus grego filho de Hades. Ele transporta Reyna, o treinador Hedge e a Atena Partenos de volta para o Acampamento Meio-Sangue usando seu poder de viagem nas sombras. Após a primeira parada no Vesúvio, Reyna transfere sua força para ele ter força de prosseguir a viagem.[24] Em Évora, Nico tem uma conversa com seu pai, mas o trio é atacado por Licaão. Ele o mata usando uma faca de prata de Reyna.[25] Usando a sombra deixada pelo inimigo, acabam parando em San Juan, onde são encurralados por Órion.[26] Os três fogem e chegam na Carolina do Sul, sendo encontrados por Bryce Lawrence, semideus romano enviado por Octavian para capturá-los. Nico tem um acesso de raiva e acaba transformando Bryce em um fantasma.[27] O trio faz o resto da viagem usando pégasos e ao chegar no Acampamento Meio-Sangue, Nico ajuda a defender o lugar de Octavian e seus soldados.[28] Depois da batalha acabar, ele promete ficar ali e não fugir novamente. Também parece gostar de Will Solace.[19]
- Piper McLean: Semideusa grega filha de Afrodite. Em Esparta, ela e Annabeth enfrentam o gigante Mimas usando emoções, não racionalidade.[29] Piper então é capaz de convocar os makhai, espíritos de batalha, para matar o gigante.[30] Ela também usa seu poder de charme para convencer Asclépio a preparar a cura do médico[31] e Cécrope a mostrar o esconderijo dos gigantes ao invés de traí-los.[32] Durante a batalha contra os monstros, lutou ao lado de sua mãe para matar Peribeia.[22] No Acampamento-Meio Sangue, também usou seu poder de charme para fazer Gaia adormecer, permitindo que Leo a explodisse.[18] Após o fim do combate, Jason leva Piper para o telhado do chalé dele e eles se beijam.[33]
- Reyna Ramírez-Arellano: Filha semideusa de Belona, deusa romana da guerra, é pretora do Acampamento Júpiter.[34] Em San Juan, sua terra natal, é capturada pelas caçadoras de Ártemis lideradas por Thalia Grace, e pelas amazonas, guiadas pela irmã de Reyna, Hylla.[26] Na Carolina do Sul, ela revela que seu pai, Julian Ramirez-Arellano, havia se transformado numa mania após retornar da Guerra do Iraque, tornando-se obsessivo por Belona e violento e abusivo com Hylla e Reyna, com elas sendo frequentemente forçadas a fugir da casa. Quando tinha dez anos, foi forçada a defender Hylla de seu pai, esfaqueando-o com o sabre feito de ouro imperial[d] de Roberto Cofresí, matando Julian.[35] Ela derrota Órion com a ajuda de sua mãe e de Atena no Estuário de Long Island.[36] Como filha de Belona, usou o poder de transferir sua energia para dar força para Nico realizar as viagens nas sombras.[24]
- Annabeth Chase: Filha semideusa de Atena, a deusa grega da sabedoria. Ela e Piper se vestem de donzelas e vão junto com Jason até o palácio de Odisseu.[37] Quando a mãe do menino aparece, Annabeth lhe informa que é apenas uma mania.[15] Quando Jason é ferido por Michael Varus, dá ambrosia para curá-lo.[16] Ela também consegue se comunicar através de código morse com Leo.[38] Durante a batalha contra os gigantes, lutou ao lado de sua mãe contra Encélado.[22]
- Frank Zhang: Semideus filho de Marte, o aspecto romano de Ares, é pretor do Acampamento Júpiter. Ele é chamado para levar Jason de volta ao Argo II.[39] Quando o grupo encontra Nice e derrota-a em um jogo, Frank amordaça a deusa antes dela proferir uma maldição contra eles.[40] Após isso, ele ganha de seus parentes metamorfos a menta pilosiana, o primeiro ingrediente da "cura do médico".[41] Ao chegar em Atenas, ajuda a derrotar Cécrope e luta ao lado de Ares contra os gigantes.[22]
- Hazel Levesque: Filha semideusa de Plutão, a versão romana de Hades. Usa a névoa para disfarçar Jason, Piper e Annabeth durante sua visita ao palácio de Odisseu.[37] Na batalha contra os gigantes, luta ao lado da deusa grega Hécate.[22] Depois de derrotarem Gaia, é revelado que Hazel se tornou na centuriã da Quinta Coorte do Acampamento Júpiter.[42]
- Octavian: Descendente do aspecto romano de Apolo e áugure do Acampamento Júpiter. Depois de declarar guerra contra os semideuses gregos[43] e iniciar um ataque ao Acampamento Meio-Sangue quando Reyna o deixou no poder para ir à Europa,[44] ele mandou Bryce Lawrence atrás da pretora para capturá-la devido seu patricídio.[45] Também arma onagros para tentar começar a invasão do campo grego, mas foi impedido pelos semideuses e pelo retorno da Atena Partenos.[46] Posteriormente, ele dispara uma das armas em Gaia, mas como sua capa estava presa no instrumento, acaba se lançando e acertando a deusa para derrotá-la definitivamente. Octavian morre com o impacto.[47]
- Percy Jackson: Filho semideus de Poseidon, que é o principal protagonista da série Percy Jackson & the Olympians. Depois de um furacão, ele e Jason caem no fundo do mar e são confrontados por Cimopoleia. Quando o gigante Polibotes captura Percy, Jason promete honrar a deusa caso ela os ajude. Cimopoleia aceita o acordo e mata o gigante, libertando Percy.[48] Em Atenas, ele acaba acordando Gaia depois de uma gota de sangue de seu nariz atingir o chão durante a batalha contra os outros gigantes, na qual ele lutou ao lado de seu pai.[49][22] Após vencerem a guerra, Reyna e Frank autorizam Percy e Annabeth a frequentar a faculdade e viver em Nova Roma, dentro do Acampamento Júpiter. Nico também revela sua antiga queda por ele, deixando-o chocado.[50]

## Lançamento
O Sangue do Olimpo foi lançado originalmente nos Estados Unidos em 7 de outubro de 2014 com uma impressão inicial de três milhões de cópias em capa dura. As versões em áudio (narrado por Nick Chamian) e digital foram disponibilizadas na mesma data. O lançamento no Brasil ocorreu no mesmo dia da publicação americana, enquanto a edição portuguesa foi liberada em 6 de janeiro de 2016. Ao todo, o livro foi traduzido para 37 idiomas e distribuído em 36 países. Uma versão especial foi disponibilizada pela rede Barnes & Noble e contava com um pôster dos deuses contra os gigantes. A edição em brochura foi lançada nos Estados Unidos em 5 de abril de 2016.
O título vendeu 162 000 unidades na primeira semana, abaixo dos 350 000 exemplares que A Casa de Hades conseguiu no mesmo período. No entanto, até o final de 2014 já tinha vendido mais de 654 000 cópias. Além disso, ficou em primeiro lugar na lista de best-sellers do The New York Times, USA Today, Publishers Weekly e do The Wall Street Journal, acabando como o oitavo livro mais vendido na Amazon. No Brasil, O Sangue do Olimpo também ocupou a posição de livro de ficção mais vendido no país segundo a revista Veja.

## Recepção crítica
O romance foi recebido com críticas mistas. A resenha do Kirkus Reviews destacou os "encontros cômicos, cheios de ação com divindades que a maioria dos leitores – e às vezes personagens – nunca ouviram falar". O site também elogiou os trechos de Nico e Reyna por estes precisarem passar por uma autoaceitação. No entanto, a história ser guiada por uma profecia e as mini-aventuras românticas dos personagens receberam críticas negativas. A resenha do The Guardian teceu elogios sobre a narrativa de Riordan e o "final emocionante para a série".
Escrevendo para o Common Sense Media, Carrie R. Wheadon destacou os capítulos de Reyna e Piper por estas serem as mais "destemidas e divertidas ao enfrentar seus inimigos". Ela também elogiou o humor de Leo e a conclusão da história de Nico. Wheadon encerrou a análise dizendo que o livro "tem um final satisfatório, cheio de deuses, gigantes e com muitas despedidas". Para Maria Gil do Fiusm, O Sangue do Olimpo não cumpriu suas promessas por não ser divertido e emocionante como os títulos anteriores da série, criticando também o confronto contra Gaia por ser muito rápido. Entretanto, ela elogiou o final de Nico. Já Karen Rought do Hypable achou que o título "não decepcionou como o capítulo final da saga". Ela também considerou "emocionante ver os eventos sob o ponto de vista de Nico". Ela ainda especulou sobre uma possível continuação para livro por conta do enredo de alguns personagens não terem sido concluídos ao final da história.
Maia Gallagher do The Buffalo News criticou o romance por Riordan "não entregar aquilo que havia prometido", descrevendo o livro como caótico, resumido-o a "dinâmicas de grupo e relacionamentos". Outro aspecto negativo encontrado por Gallagher foi o humor, "mais parecido com um tapa na cara e às vezes trocado por o que poderia ter sido cenas emocionalmente carregadas". Para ela, o único aspecto positivo foi a inserção dos pontos de vista de Reyna e Nico e o vínculo criado entre eles durante a viagem. Ao encerrar a resenha, ela disse: "os fãs antigos e novos vão reconhecer seus personagens favoritos dentro das páginas, apesar deles serem apenas meras sombras".
Nas resenhas em português, O Sangue do Olimpo teve avaliações geralmente positivas. Para Lucas Zeferino do Estante Nerd, o livro e a série Os Heróis do Olimpo teve um desfecho satisfatório, apesar de reclamar da falta dos pontos de vista de Percy e Annabeth. Wellington Rafael do Trechos de Livros também achou boa a finalização do enredo e a inclusão da narrativa de personagens que não eram protagonistas. A resenha do Host Geek deu destaque a transformação completa de todos os personagens ao longo da série desde suas introduções em The Lost Hero e The Son of Neptune, apesar de também criticar a falta de um final apropriado para a história.

## Continuação
Durante a turnê de promoção de A Casa de Hades, Riordan anunciou que publicaria uma série sobre a mitologia nórdica. Em 23 de setembro de 2014 ele revelou o título da trilogia, intitulada Magnus Chase and the Gods of Asgard, com o nome do primeiro livro, The Sword of Summer, sendo anunciado na última página de O Sangue do Olimpo. A publicação foi lançada nos Estados Unidos e no Brasil em 6 de outubro de 2015.
Logo após a publicação, o autor também anunciou que estava trabalhando na série The Trials of Apollo, uma nova saga de cinco livros baseada em Apolo e na mitologia grega. Ele teve a ideia de escrever mais livros no universo de Percy Jackson depois de escrever Percy Jackson's Greek Gods, deparando-se com dois mitos sobre Zeus punir Apolo ao transformá-lo em mortal. O primeiro livro foi intitulado The Hidden Oracle e lançado nos Estados Unidos e no Brasil em 3 de maio de 2016. A versão portuguesa foi disponibilizada pela Planeta em 6 de novembro de 2017.